# Mlîn, Zaricine
Mlîn (în ucraineană Млин) este un sat în comuna Nobel din raionul Zaricine, regiunea Rivne, Ucraina.

## Demografie
Componența lingvistică a localității Mlîn
     Ucraineană (98,8%)
     Alte limbi (1,2%)
Conform recensământului din 2001, majoritatea populației localității Mlîn era vorbitoare de ucraineană (98,8%), existând în minoritate și vorbitori de alte limbi.